# Mendak (Dagangan)
Mendak is een bestuurslaag in het regentschap Madiun van de provincie Oost-Java, Indonesië. Mendak telt 579 inwoners (volkstelling 2010).